# Jalaler Golpo
Jalaler Golpo (em bengali: জালালের গল্প) é um filme bangladense de drama de 2014 dirigido por Abu Shahed Emon e produzido por Faridur Reza Sagar. Foi selecionado como representante de seu país ao Oscar de melhor filme estrangeiro em 2016, mas não foi indicado.

## Elenco
- Arafat Rahman[4][5][6][7]
- Mosharraf Karim
- Mousumi Hamid
- Mohammad Emon